# Distinguished Service Medal (Verenigd Koninkrijk)
De Distinguished Service Medal is een Britse onderscheiding voor exemplarische moed en vindingrijkheid in oorlogstijd (Engels: set an example of bravery and resource under fire). De voor de Koninklijke Marine en de marines van het Britse Gemenebest gereserveerde medaille werd op 14 oktober 1914 door George V van het Verenigd Koninkrijk ingesteld. De medaille is vergelijkbaar met de exclusieve Distinguished Service Order en het Distinguished Service Cross maar deze twee onderscheidingen werden alleen aan officieren toegekend. De medaille was voor de onderofficieren en matrozen bestemd. Het moet specifiek om daden op zee gaan, in andere gevallen kregen ook de matrozen en mariniers die zich hadden onderscheiden bij bijvoorbeeld de kustverdediging een onderscheiding van landmacht of marine.
De medaille werd jarenlang door die staten van het Britse Gemenebest en het Gemenebest gebruikt waar de Britse koning of koningin staatshoofd was. Naarmate de staatkundige betrekkingen tussen het Verenigd Koninkrijk, de dominions en de gemenebestlanden losser werden kwamen er in al die landen meer medailles die de Britse onderscheidingen vervingen. Uiteindelijk gebruikte alleen het Verenigd Koninkrijk de Distinguished Service Medal nog.
In 1993 werden deze en andere medailles vervangen door het nieuwe Distinguished Service Cross dat aan alle rangen wordt uitgereikt voor dapperheid.
De Conspicuous Gallantry Medal is hoger in rang, de Military Medal van het leger, de Distinguished Flying Medal en de Air Force Medal van de luchtmacht zijn vergelijkbaar in rang. De dagorder (Engels: Mentioned in Despatches) is lager in aanzien dan deze medaille.
De dragers mogen de letters DSM achter hun naam voeren. In de loop van de 20e eeuw werden ongeveer 13.000 van deze medailles verleend. In de Eerste Wereldoorlog waren dat 5519 medailles, 67 eerste gespen en twee tweede gespen. 52 medailles werden tijdens de Eerste Wereldoorlog aan Fransen toegekend, een medaille was voor een Russische matroos. In de Tweede Wereldoorlog werden 7132 medailles waarvan 174 medailles voor vreemdelingen uitgereikt. Er zijn 153 eerste gespen, vier tweede gespen en een enkele derde gesp bekend. Een aantal van deze medailles werd op onverwachte plaatsen gewonnen, zoals op een blusboot op de Theems, op luchtmachtpiloten op vliegdekschepen en personeel van de landmacht op hospitaalschepen, opvarenden van motorboten, plezierboten (yachts) en sleepboten. Na de Tweede Wereldoorlog werden door het Verenigd Koninkrijk en Gemenebestlanden als Australië nog een aantal medailles uitgereikt. In de literatuur wordenBirma, Palestina, de Yang Tse Kiang, Korea, de Suez crises, Bruneï, Borneo, Maleisië en Vietnam genoemd. De Australische Koninklijke Marine ondersteunde Zuid-Vietnam en Amerika in de strijd tegen de communistische agressie uit het Noorden.
In het conflict om de Falkland Eilanden werd de Distinguished Service Medal in de marine, de marinereserve, bij de mariniers en koopvaardij twaalfmaal verleend, waarvan tweemaal postuum.

## De medaille
De ronde zilveren medaille heeft een doorsnede van 36 millimeter en draagt op de voorzijde het portret van de regerende vorst. Op de keerzijde staat FOR DISTINGUISHED SERVICE binnen een lauwerkrans onder een keizerskroon. Men draagt de medaille aan een eenvoudige zilveren beugel en een blauw lint met twee witte strepen door het midden op de linkerborst. In 1916 keurde de Koning het gebruik van zilveren gespen op het lint goed. De gespen uit de Eerste Wereldoorlog zijn op de achterzijde gedateerd. Op de voorzijde is een lauwermotief aangebracht. De zilveren gespen uit de Tweede Wereldoorlog zijn met een lauwermotief versierd.
Het is gebruikelijk om medailles als deze vóór de uitreiking op de rand te voorzien van een inscriptie met de naam en rang van de decorandus, details zoals de naam van een schip of een zeestraat en de datum van de toekenning.
Militairen laten bij het dagelijkse uniform zien dat zij een of meer gespen bezitten door een kleine zilveren tudorroos op het baton te naaien. De dragers kunnen op een mess-jacket of rokkostuum een miniatuur van de medaille, met miniatuurgespen op het lint, of aan een ketting op het revers dragen.
| DSM | DSM and Bar | DSM and two Bars | DSM and three Bars |